# Minnesota Vikings 2023
La stagione 2023 dei Minnesota Vikings è stata la 63ª della franchigia nella National Football League, l'8ª giocata allo U.S. Bank Stadium e la seconda con Kevin O'Connell come capo allenatore.
Dopo avere perso le prime tre gare per la seconda volta in quattro stagioni ed essere stati sconfitti dai Chiefs nel quinto turno, la squadra non riuscì a migliorare il proprio record di 13–4 della stagione precedente. Tuttavia, dopo un record di 1-4, la squadra vinse cinque gare consecutive, salendo a 6-4. Ciò non si rivelò però sufficiente, poiché persero sei delle ultime sette gare. Una sconfitta contro i Detroit Lions, li escluse dai playoff. Per la prima volta dal 2013, i Vikings persero almeno dieci partite. Nel corso della gara dell'ottavo turno contro i Green Bay Packers, il quarterback titolare Kirk Cousins si ruppe il tendine d'Achille, perdendo tutto il resto della stagione.
Per la prima volta dal 2012, il wide receiver Adam Thielen non fece parte del roster, essendo stato svincolato il 10 marzo. Inoltre, per la prima volta dal 2016, il running back quattro volte Pro Bowler Dalvin Cook non fu parte della squadra, dopo essere stato svincolato il 9 giugno. Questa fu anche la prima stagione dopo la morte del leggendario allenatore Bud Grant, scomparso l'11 marzo.

## Scelte nel Draft 2023
| Draft NFL 2023   |                  |                 |                  |         |            |
| Ordine del Draft | Ordine del Draft | Giocatore       | Ruolo            | College | Note       |
| Giro             | Scelta           | Giocatore       | Ruolo            | College | Note       |
| 1                | 23               | Jordan Addison  | Wide receiver    | USC     |            |
| 3                | 102              | Mekhi Blackmon  | Cornerback       | USC     | Da 49ers   |
| 4                | 134              | Jay Ward        | Safety           | LSU     | Dai Chiefs |
| 5                | 141              | Jaquelin Roy    | Defensive tackle | LSU     | Dai Colts  |
| 5                | 164              | Jaren Hall      | Quarterback      | BYU     | Dai 49ers  |
| 7                | 222              | DeWayne McBride | Running Back     | UAB     | Dai 49ers  |

## Staff
| Staff dei Minnesota Vikings |
| --- |
| Organi dirigenziali - Proprietario/chairman – Zygi Wilf - Proprietario/president – Mark Wilf - Proprietario/vice chairman – Leonard Wilf - Chief operating officer – Andrew Miller - General manager – Kwesi Adofo-Mensah - Vice presidente esecutivo delle operazioni del football – Rob Brzezinski - Co-direttore del personale dei giocatori – Jamaal Stephenson - Co-direttore del personale dei giocatori – Ryan Monnens - Direttore degli osservatori del college – Mike Sholiton - Direttore degli osservatori dei professionisti – Reed Burckhardt - Director of analytics – Scott Kuhn - Consulente del football senior – Ryan Grigson - Consulente – Bud Grant Capo allenatore - Capo-allenatore: Kevin O'Connell - Assistente c.a. – Mike Pettine Altri allenatori - Preparatore atletico: Josh Hingst - Assistente p.a. – Derik Keyes - Assistente p.a. – Marquis Johnson Allenatori dell'attacco - Coordinatore offensivo – Wes Phillips - Quarterback – Chris O'Hara - Assistente quarterback – Jerrod Johnson - Running back/gioco sulle corse – Curtis Modkins - Wide receiver – Keenan McCardell - Assistente wide receiver – Tony Sorrentino - Tight end/gioco sui passaggi – Brian Angelichio - Offensive line – Chris Kuper - Assistente offensive line – Justin Rascati - Specialista gioco sui passaggi/game management coordinator – Ryan Cordell - Controllo qualità attacco – Derron Montgomery Allenatori della difesa - Coordinatore difensivo – Ed Donatell - Defensive line – Chris Rumph - Assistente defensive line – A'Lique Terry - Outside linebacker/specialista pass rush – Mike Smith - Inside linebackers – Greg Manusky - Assistant linebackers – Sam Siefkes - Defensive backs – Daronte Jones - Assistant defensive backs – Roy Anderson - Defensive quality control – Steve Donatell Allenatori dello special team - Coordinatore dello special team: Matt Daniels - Assistente special team – Ben Kotwica |

## Roster
| Roster dei Minnesota Vikings |
| --- |
| Quarterback - 8 Kirk Cousins - 16 Jaren Hall - 12 Nick Mullens Running Back - 32 Ty Chandler - 30 C.J. Ham FB - 2 Alexander Mattison Wide Receiver - 3 Jordan Addison - 18 Justin Jefferson - 83 Jalen Nailor - 17 K.J. Osborn - 4 Brandon Powell Tight End - 87 T.J. Hockenson - 86 Johnny Mundt - 34 Nick Muse - 84 Josh Oliver Offensive Linemen - 56 Garrett Bradbury C - 64 Blake Brandel T - 72 Ezra Cleveland G - 71 Christian Darrisaw T - 67 Ed Ingram G - 75 Brian O'Neill T - 65 Austin Schlottmann C - 74 Oli Udoh G - 76 David Quessenberry T Defensive Linemen - 90 Jonathan Bullard DE - 94 Dean Lowry DE - 97 Harrison Phillips NT - 93 Jaquelin Roy DE - 95 Khyiris Tonga NT Linebacker - 33 Brian Asamoah ILB - 55 Andre Carter II OLB - 0 Marcus Davenport OLB - 45 Troy Dye ILB - 58 Jordan Hicks ILB - 99 Danielle Hunter OLB - 91 Patrick Jones II OLB - 40 Ivan Pace Jr. ILB - 98 D.J. Wonnum OLB Defensive Back - 5 Mekhi Blackmon CB - 23 Andrew Booth Jr. CB - 24 Camryn Bynum FS - 6 Lewis Cine FS - 21 Akayleb Evans CB - 25 Theo Jackson FS - 44 Josh Metellus SS - 7 Byron Murphy CB - 22 Harrison Smith SS - 11 NaJee Thompson CB - 20 Jay Ward SS Special Team - 42 Andrew DePaola LS - 1 Greg Joseph K - 14 Ryan Wright P Lista delle riserve - 81 Malik Knowles WR (IR) - 47 William Kwenkeu ILB (IR) - 92 James Lynch NT (IR) - 26 Kene Nwangwu RB (IR) - 62 Chris Reed G (NF-Inj.) Squadra di allenamento - 78 Hakeem Adeniji T - 73 Junior Aho NT - 68 Henry Byrd G - 35 C.J. Coldon CB - 52 Sheldon Day DE - 37 Myles Gaskin RB - 13 N'Keal Harry WR - 9 Trishton Jackson WR - 27 DeWayne McBride RB - 79 Tyrese Robinson G - 50 T.J. Smith NT - 89 Thayer Thomas WR - 59 Nick Vigil ILB - 43 Luiji Vilain OLB - 51 Benton Whitley OLB - 38 Jaylin Williams CB - 29 Joejuan Williams CB Roster aggiornato al 10 settembre 2023 52 attivi, 5 inattivi, 16 nella squadra di allenamento |
| Legenda - I rookie sono in corsivo. - Il primo ruolo è il principale mentre gli eventuali successivi indicano i ruoli secondari. - (IR) sta per Injured Reserve ed indica la lista ristretta per un solo giocatore infortunato che può tornare ad allenarsi dopo la settimana 6 e a rientrare in prima squadra dopo che questa ha giocato 8 partite. - (NF-Inj.) / (NF-Ill.) stanno rispettivamente per Non-Football Injured e Non-Football Illness ed indicano le liste dove viene inserito un giocatore che ha un infortunio o una malattia non dipendente dal football americano. - (PUP) sta per Physically Unable to Perform ed indica la lista dove viene inserito un giocatore mentre è in attesa di recuperare la condizione fisica. Nella stagione regolare dopo la sesta partita giocata dalla propria squadra, il giocatore ha tempo tre settimane per riprendere ad allenarsi, più tre settimane aggiuntive dal suo rientro agli allenamenti per rientrare in prima squadra. |

## Precampionato
Il 23 maggio 2023 fu annunciato il calendario delle gare del precampionato.
| Precampionato |           |            |                    |           |        |                   |             |         |
| Settimana     | Data      | Ora (CT)   | Avversario         | Risultato | Record | Stadio            | TV          | Sintesi |
| 1             | 10 agosto | 9:00 p.m.  | @ Seattle Seahawks | S 13-24   | 0-1    | Lumen Field       | NFL Network | Sintesi |
| 2             | 19 agosto | 7:00 p.m.  | Tennessee Titans   | S 16-24   | 0-2    | U.S. Bank Stadium | Fox 9 (Fox) | Sintesi |
| 3             | 26 agosto | 12:00 p.m. | Arizona Cardinals  | S 17-18   | 0-3    | U.S. Bank Stadium | Fox 9 (Fox) | Sintesi |

## Stagione regolare

### Calendario
Il calendario della stagione regolare 2023 fu reso noto l'11 maggio 2023. Il 30 novembre 2023 fu annunciato che la gara del quindicesimo turno si sarebbe giocata sabato 16 dicembre. Data e orario della gara di settimana 18 furono stabilite il 31 dicembre 2023, dopo lo svolgimento del diciassettesimo turno.
| Stagione regolare |                     |                     |                           |                     |                     |                            |                     |                     |
| Settimana         | Data                | Ora (CT)            | Avversario                | Risultato           | Record              | Stadio                     | TV                  | Sintesi             |
| 1                 | 10 settembre        | 12:00 p.m.          | Tampa Bay Buccaneers      | S 17-20             | 0-1                 | U.S. Bank Stadium          | CBS                 | Sintesi             |
| 2                 | 14 settembre        | 7:15 p.m.           | @ Philadelphia Eagles (T) | S 28-34             | 0-2                 | Lincoln Financial Field    | Prime Video         | Sintesi             |
| 3                 | 24 settembre        | 12:00 p.m.          | Los Angeles Chargers      | S 24-28             | 0-3                 | U.S. Bank Stadium          | Fox                 | Sintesi             |
| 4                 | 1º ottobre          | 12:00 p.m.          | @ Carolina Panthers       | V 21-13             | 1-3                 | Bank of America Stadium    | Fox                 | Sintesi             |
| 5                 | 8 ottobre           | 3:25 p.m.           | Kansas City Chiefs        | S 20-27             | 1-4                 | U.S. Bank Stadium          | CBS                 | Sintesi             |
| 6                 | 15 ottobre          | 12:00 p.m.          | @ Chicago Bears           | V 19-13             | 2-4                 | Soldier Field              | Fox                 | Sintesi             |
| 7                 | 23 ottobre          | 7:15 p.m.           | San Francisco 49ers (M)   | V 22-17             | 3-4                 | U.S. Bank Stadium          | ESPN                | Sintesi             |
| 8                 | 29 ottobre          | 12:00 p.m.          | @ Green Bay Packers       | V 24-10             | 4-4                 | Lambeau Field              | Fox                 | Sintesi             |
| 9                 | 5 novembre          | 12:00 p.m.          | @ Atlanta Falcons         | V 31-28             | 5-4                 | Mercedes-Benz Stadium      | Fox                 | Sintesi             |
| 10                | 12 novembre         | 12:00 p.m.          | New Orleans Saints        | V 27-19             | 6-4                 | U.S. Bank Stadium          | Fox                 | Sintesi             |
| 11                | 19 novembre         | 7:20 p.m.           | @ Denver Broncos (S)      | S 20-21             | 6-5                 | Empower Field at Mile High | NBC                 | Sintesi             |
| 12                | 27 novembre         | 7:15 p.m.           | Chicago Bears (M)         | S 10-12             | 6-6                 | U.S. Bank Stadium          | ESPN                | Sintesi             |
| 13                | Settimana di riposo | Settimana di riposo | Settimana di riposo       | Settimana di riposo | Settimana di riposo | Settimana di riposo        | Settimana di riposo | Settimana di riposo |
| 14                | 10 dicembre         | 3:05 p.m.           | @ Las Vegas Raiders       | V 3-0               | 7-6                 | Allegiant Stadium          | Fox                 | Sintesi             |
| 15                | 16 dicembre         | 12:00 p.m.          | @ Cincinnati Bengals      | S 24-27 (DTS)       | 7-7                 | Paycor Stadium             | NFL Network         | Sintesi             |
| 16                | 24 dicembre         | 12:00 p.m.          | Detroit Lions             | S 24-30             | 7-8                 | U.S. Bank Stadium          | Fox                 | Sintesi             |
| 17                | 31 dicembre         | 7:20 p.m.           | Green Bay Packers (S)     | S 10-33             | 7-9                 | U.S. Bank Stadium          | NBC                 | Sintesi             |
| 18                | 7 gennaio           | 12:00 p.m.          | @ Detroit Lions           | S 20-30             | 7-10                | Ford Field                 | Fox                 | Sintesi             |

Note:
- Gli avversari della propria division sono in grassetto.
- Il simbolo "@" indica una partita giocata in trasferta.
- (M) indica il Monday Night Football, (T) il Thursday Night Football e (S) il Sunday Night Football.

## Premi

### Premi settimanali e mensili
- Jordan Hicks:

difensore della NFC della settimana 6
- Camryn Bynum:

difensore della NFC della settimana 7
- Danielle Hunter:

difensore della NFC del mese di ottobre
- Jordan Addison:

rookie offensivo del mese di ottobre
- Joshua Dobbs:

giocatore offensivo della NFC della settimana 9
- Ivan Pace Jr.:

difensore della NFC della settimana 14